# È un momento difficile, tesoro
È un momento difficile, tesoro è un album in studio della cantante italiana Nada, pubblicato nel 2019.

## Tracce
1. È un momento difficile, tesoro – 4:05
2. All'ultimo sparo – 3:44
3. Due giorni al mare – 3:50
4. O Madre – 4:48
5. Dove sono i tuoi occhi – 3:44
6. Disgregata – 3:47
7. Stasera non piove – 4:12
8. Macchine viaggianti – 4:05
9. Lavori in corso – 4:55
10. Un angelo caduto dal cielo – 3:44

Durata totale: 40:54

## Classifiche
| Classifica (2019) | Posizione massima |
| ----------------- | ----------------- |
| Italia            | 37                |